# 卡尔哈尔
卡尔哈尔（Karhal），是印度北方邦Mainpuri县的一个城镇。总人口24529（2001年）。

## 人口
该地2001年总人口24529人，其中男性12810人，女性11719人；0—6岁人口4359人，其中男2409人，女1950人；识字率55.44%，其中男性为61.10%，女性为49.26%。